# Ute Verstegen
Ute Verstegen (* 1970 in Stuttgart) ist eine deutsche Christliche Archäologin.

## Leben und Leistungen
Ute Verstegen studierte zwischen 1989 und 1998 Kunstgeschichte, Klassische Archäologie, Ur- und Frühgeschichte sowie Theater-, Film- und Fernsehwissenschaften, daneben Spätantike und Christliche Archäologie an den Universitäten Köln, Bonn und Barcelona. Schon während des Studiums machte sie zudem Praktika in den Bereichen Denkmalpflege und nahm an archäologischen Grabungen teil. 1993 wirkte sie bei der Organisation der Ausstellung Antike Gemmen in Köln und aus Xanten der Universitäts- und Stadtbibliothek Köln mit und war zudem 1993/94 Praktikantin am Forschungsarchiv für Antike Plastik des Archäologischen Instituts der Universität zu Köln. Im Januar schloss sie ihr Studium bei Günther Binding und Udo Mainzer mit dem Magistergrad ab, Thema der Abschlussarbeit war Ein Forschungsbericht zu St. Gereon in Köln in römischer und frühmittelalterlicher Zeit.
Von 1996 bis 1998 war Verstegen Promotionsstipendiatin des Römisch-Germanischen Museums Köln, Inhaberin eines Reisestipendium der Stiftung Archäologie in Köln und war assoziiertes Mitglied des Graduiertenkollegs Formierung und Selbstdarstellung städtischer Eliten in den Provinzen des Römischen Reiches an der Universität zu Köln. Sie schloss das Studium mit der Promotion bei Günther Binding und Hansgerd Hellenkemper ab, Thema der Dissertation war St. Gereon in Köln in römischer und frühmittelalterlicher Zeit. Die Arbeit wurde 1999 mit dem Köln-Preis des Senats und des Kuratoriums der Universität zu Köln und 2006 von der Offermann-Hergarten-Stiftung an der Universität zu Köln ausgezeichnet. Von Mitte 1998 bis Ende 1999 war Verstegen Postdoktoranden-Stipendiatin des Landes Nordrhein-Westfalen. In dieser Zeit nahm sie an einem Studienkurs der Bibliotheca Hertziana zum Thema Das 'Gesamtkunstwerk' bei Bernini, Borromini und Cortona in Rom teil; von Februar bis September 2000 war sie freie Mitarbeiterin des Projekts Wege der Renaissance des Weserrenaissance-Museums auf Schloss Brake in Lemgo. Für ihre Dissertation wurde Verstegen auch das Reisestipendium des Deutschen Archäologischen Instituts zuerkannt, und sie bereiste als dessen Inhaberin von Oktober 2000 bis März 2001 den Mittelmeerraum. Nach der Rückkehr wurde sie im April 2001 Wissenschaftliche Mitarbeiterin am Kunsthistorischen Institut der Universität zu Köln und baute das Bildarchiv Prometheus mit auf, wo sie als Projektkoordinatorin unter anderem für Organisation, Inhalt, Kommunikation und auch für Rechtsfragen zuständig war. Sie äußerte sich beispielsweise im H-Net-Blog in einem Appell für ein bildungs- und wissenschaftsfreundlicheres Urheberrecht in Deutschland. Zwischen Wintersemester 2001/02 und Sommersemester 2004 hatte sie Lehraufträge am Kunsthistorischen Institut der Universität zu Köln. Im April 2004 wurde sie Wissenschaftliche Assistentin am Lehrstuhl für Christliche Archäologie und Kunstgeschichte der Universität Erlangen. Hier war sie zudem von 2004 bis 2008 stellvertretende Frauenbeauftragte der Theologischen Fakultät sowie von 2008 bis Januar 2009 Frauenbeauftragte. Im April 2013 erfolgte die Habilitation mit der Arbeit Heiliger Ort – sakraler Raum. Kontinuität und Wandel in der Inszenierung der Herrenorte in Jerusalem. Seit dem Wintersemester 2013/14 war Verstegen Professorin für Christliche Archäologie und Byzantinische Kunstgeschichte an der theologischen Fakultät der Universität Marburg. Seit dem Wintersemester 2016/17 lehrt Verstegen als Professorin für Christliche Archäologie und Kunstgeschichte am Fachbereich Theologie der Universität Erlangen.
Im Jahr 2020 wurde Verstegen in die Zentraldirektion (Aufsichtsrat) des Deutschen Archäologischen Instituts gewählt. Vorher war sie im Beirat des DAI Madrid aktiv. Seit 2023 ist sie Vorsitzende der Zentraldirektion des DAI.
Verstegens Forschungs- und Arbeitsschwerpunkte sind die Archäologie und Visuelle Kultur des Frühchristentums, die Sakralarchitektur in Spätantike und Mittelalter, die multireligiöse Raumnutzung, spätantike und mittelalterliche Bauornamentik, die Hybridisierungsphänomene in der visuellen Kultur des Frühchristentums sowie das Urheberrecht in der Kunstgeschichte und Archäologie. Sie ist in verschiedenen Bereichen der Visual Digital Humanities aktiv und seit 2018 mit innovativen digitalen Lehrprojekten in der archäologischen Hochschullehre erfolgreich.
Verstegen ist seit November 2005 Redaktionsmitglied des Internet-Rezensionsjournals kunstform, das einen Schwerpunkt auf spätantiker, byzantinischer und frühmittelalterlicher Architektur hat. Zudem ist Verstegen Mitglied der Arbeitsgemeinschaften Spätantike und frühes Mittelalter des West- und Süddeutschen Verbandes für Altertumsforschung sowie Theorie in der Archäologie des West- und Süddeutschen Verbandes für Altertumsforschung. Für die Arbeitsgemeinschaft Christliche Archäologie fungierte sie von 2004 bis 2014 zudem als Webadmin, von 2016 bis 2021 war sie Vorsitzende der Arbeitsgemeinschaft und in dieser Funktion auch Mitglied im Erweiterten Vorstand des Deutschen Verbands für Archäologie.

## Schriften (Auswahl)
- St. Gereon in Köln in römischer und frühmittelalterlicher Zeit. Dissertation Universität Köln 2003.
- Ausgrabungen und Bauforschungen in St. Gereon zu Köln, 2 Bände, von Zabern, Mainz am Rhein 2006, ISBN 978-3-8053-3352-8.
- Normalität oder Ausnahmesituation? Multireligiöse Raumnutzungen aus historischer Perspektive. In: Bärbel Beinhauer-Köhler, Mirko Roth, Bernadette Schwarz-Boenneke (Hrsg.): Viele Religionen – ein Raum?! Analysen, Diskussionen und Konzepte. Frank & Timme, Berlin 2015, ISBN 978-3-7329-0065-7, S. 77–98.